# Natsumi Hara
Natsumi Hara (født 18. august 1988) er en tidligere japansk fodboldspiller. Hun har tidligere spillet for Japans kvindefodboldlandshold.

## Japans fodboldlandshold
| Japans landshold | Japans landshold | Japans landshold |
| År               | Kmp              | Mål              |
| ---------------- | ---------------- | ---------------- |
| 2005             | 1                | 0                |
| Total            | 1                | 0                |